# كاشين
كاشين (بالروسية: Кашин) هي إحدى مدن روسيا في الكيان الفدرالي الروسي تفير أوبلاست.